# Sear
Sear war eine finnische Black- und Death-Metal-Band aus Helsinki, die 2001 gegründet wurde und sich ca. 2007 auflöste.

## Geschichte
Die Band wurde im Jahr 2001 von dem Gitarristen Matias Helle und dem Sänger Tapsa Kuusela gegründet, nachdem sich ihre vorherige Gruppe aufgelöst hatte. Etwas später stießen der Gitarrist K. Lilja und der Bassist Thomas Vee hinzu. Danach begannen die Arbeiten zu den ersten Liedern. Mit dem Session-Schlagzeuger Tony Steel wurde daraufhin ein erstes Demo aufgenommen. Etwas später stieß Lauri Laaksonen als permanenter Schlagzeuger hinzu. Da sich durch sein Hinzukommen der Stil der Musik, weg von langsamen hin zu schnelleren Songs, änderte, entschieden sich Lilja und Vee die Besetzung zu verlassen. Den Bass übernahm daraufhin Mika Nieminen, während Alex die zweite E-Gitarre spielte. Letzterer verließ die Gruppe nach nur einem Auftritt. Nachdem mit Realm of Lies Falling Down ein weiteres Demo aufgenommen und veröffentlicht worden war, wurde Dynamic Arts Records auf die Band aufmerksam, die daraufhin über einen Vertrag mit dem Label verhandelte. Zu diesem Zeitpunkt war Sami Wass als neuer Gitarrist in der Band. Anfang 2005 unterzeichnete Sear einen Plattenvertrag für die Veröffentlichung von drei Alben, woraufhin im April das Debütalbum Begin the Celebrations of Sin erschien. Dieses brachte der Band bei den Finnish Metal Awards 2005 eine Nominierung als Best Newcomers ein. Aus persönlichen Gründen kam es im Sommer zum Ausstieg von Kuusela und Nieminen, die im Januar 2006 durch den Sänger Harry Hyytiäinen und den Bassisten T. Landen ersetzt wurden. Danach begannen die Arbeiten zum zweiten Album, ehe im Sommer 2006 Wass die Gruppe verließ. Seinen Posten übernahm ein Freund der Band, Juha Henttunen. Im Dezember 2006 beendete die Band die Aufnahmen zum zweite Album, die im Studio Ruho stattgefunden hatten, wobei Santeri Salmi das Material abgemischt hatte. Das Album erschien im folgenden Jahr unter dem Namen Lamentations of Destruction. Danach löste sich die Band auf.

## Stil
Gunnar Sauermann vom Metal Hammer schrieb in seiner Rezension zu Begin the Celebrations of Sin, dass sich die Band vor allem inhaltlich am Black Metal orientiert. Ansonsten klinge die Musik stark nach Death Metal und Grindcore. Dieser Vergleich werde vor allem „mit tiefem Grunzgesang, seltenen Kreischeinlagen und ihren pumpenden Betongitarren“ bestätigt. Anzo Sadoni schrieb in einer späteren Ausgabe, dass sich die Band auf Lamentations of Destruction zwar hauptsächlich dem extremen Death Metal widmet, jedoch arbeite man immer wieder Black-Metal-Passagen ein. Teilweise erinnere die Band dabei an Morbid Angel, Dissection oder Cannibal Corpse. Auch arbeite man gelegentlich modernere Passagen ein, die nach Neo-Thrash klängen, in denen der Sänger Hyytiäinen versuche, kräftig und klar zu singen.

## Diskografie
- 2004: Realm of Lies Falling Down (Demo, Eigenveröffentlichung)
- 2005: Begin the Celebrations of Sin (Album, Dynamic Arts Records)
- 2007: Lamentations of Destruction (Album, Dynamic Arts Records)